# Dubliners
Dubliners is een bundel korte verhalen van James Joyce, verschenen in 1914.
Eigenlijk waren alle verhalen – uitgezonderd The Dead, geschreven in 1907 – reeds geschreven in 1905. Het duurde echter tot 1914 om het werk gepubliceerd te krijgen, aangezien de drukkers in Dublin geen risico wilden lopen. Zij vreesden dat sommige lezers zouden merken dat zij model gestaan hadden voor bepaalde personages.
Dublin is het decor voor alle verhalen in Dubliners. Voor Joyce was deze stad  het centrum van geestelijke verlamming. De verhalen uit Dubliners zijn opdeelbaar in vier categorieën:
- Kinderjaren (verhaal 1-3)
- Adolescentie (verhaal 4-7)
- Volwassenheid (verhaal 8-11)
- Openbaar leven (verhaal 12-15)

## Verhalen
Dit zijn de titels van de verhalen uit Dubliners:
1. The Sisters
2. An Encounter
3. Araby
4. Eveline
5. After the Race
6. Two Gallants
7. The Boarding House
8. A Little Cloud
9. Counterparts
10. Clay
11. A Painful Case
12. Ivy Day in the Committee Room
13. A Mother
14. Grace
15. The Dead

- Bibliothèque nationale de France: cb11946690k (data)
- Gemeinsame Normdatei: 4305371-3
- Library of Congress Control Number: n94034908
- MusicBrainz work: 6d3205b0-2477-48ee-92d9-e97fd7c4540b
- Nationale bibliotheek van Australië: 35255365
- Nationale Bibliotheek van Israël: 987007590323005171
- Système universitaire de documentation: 027422089
- Virtual International Authority File: 185179528